# Провулок Степана Бандери (Хмельницький)
Прову́лок Степа́на Банде́ри розташований у прибережному масиві приватної забудови мікрорайону Заріччя, який до 1946 року був приміським селом.

## Історія
Провулок сформувався у болотистій місцевості ще за часів існування села Заріччя у XIX столітті як відгалуження від вулиці Степана Бандери. У 1984 році провулок був названий на честь маршала Рибалка.
В межах виконання закону про декомунізацію в лютому 2016 року вулицю та провулок перейменували на честь Степана Бандери.